# Championnat du monde des manufacturiers
Cet article concerne le championnat organisé de 1925 à 1930. Pour le championnat créé en 1958, voir Championnat du monde de Formule 1.
Le championnat du monde des manufacturiers, aussi connu sous le nom de « Championnat du monde automobile », était une compétition automobile organisée entre 1925 et 1930. Elle était alors l'équivalent du Championnat du monde des constructeurs de Formule 1. Les pilotes concourraient dans les épreuves les plus prestigieuses de l'époque (même si d'autres courses appelées « Grandes épreuves » ne comptaient parfois pas dans le championnat).
Le championnat était organisé par l'Association Internationale des Automobile-Clubs Reconnus (AIACR), l'ancêtre de la Fédération internationale de l'automobile qui est aujourd'hui la principale organisation dans le monde du sport automobile.

## Classements

### Système de points
Contrairement au système actuel de classement par points en Formule 1, le championnat distribue les points en tant que « sanction », récompensant la régularité. Les points proviennent seulement du meilleur score enregistré par le constructeur lors de chaque manche. Le champion est le constructeur qui a inscrit le minimum de points au cours de la saison. Le vainqueur reçoit un point, le second deux, le troisième trois, les pilotes suivants ayant franchi la ligne d'arrivée marquent quatre points.
| Résultat | 1er | 2e | 3e | > 4e | Ab | Np |
| -------- | --- | -- | -- | ---- | -- | -- |
| Points   | 1   | 2  | 3  | 4    | 5  | 6  |

Pour 1928 un programme de sept courses a été prévu avec une participation obligatoire à trois courses. Cependant, seulement deux courses ont été effectivement disputées selon les règlements de l'AIACR, le titre n'a ainsi pas été attribué. Une situation similaire s'est produite en 1929 et 1930 puisque seulement une course s'est tenue sur les règlements de l'AIACR.
À partir de 1931, le Championnat d'Europe des pilotes remplace le championnat des manufacturiers.

### Palmarès
| Saison | Champion     | Victoires    | Poles        | Meilleurs tours | Podiums      | Points       | Marge (pts)  |
| ------ | ------------ | ------------ | ------------ | --------------- | ------------ | ------------ | ------------ |
| 1925   | Alfa Romeo   | 2            | 0            | 1               | 4            | 7            | 4            |
| 1926   | Bugatti      | 3            | 2            | 1               | 9            | 11           | 10           |
| 1927   | Delage       | 4            | 1            | 3               | 9            | 10           | 13           |
| 1928   | Non attribué | Non attribué | Non attribué | Non attribué    | Non attribué | Non attribué | Non attribué |
| 1929   | Non attribué | Non attribué | Non attribué | Non attribué    | Non attribué | Non attribué | Non attribué |
| 1930   | Non attribué | Non attribué | Non attribué | Non attribué    | Non attribué | Non attribué | Non attribué |

### Épreuves des saisons de Grands Prix

#### Grands Prix de la saison 1925
| no | Date        | Grand Prix               | Circuit           | Vainqueurs                 | Châssis    | Pole position    | Record du tour   | Résumé    |
| -- | ----------- | ------------------------ | ----------------- | -------------------------- | ---------- | ---------------- | ---------------- | --------- |
| 1  | 30 mai      | 500 miles d’Indianapolis | Indianapolis      | Pete DePaolo               | Duesenberg | Leon Duray       | Peter DePaolo    | Résultats |
| 2  | 28 juin     | Grand Prix de Belgique   | Spa-Francorchamps | Antonio Ascari             | Alfa Romeo | René Thomas      | Antonio Ascari   | Résultats |
| 3  | 26 juillet  | Grand Prix de l'ACF      | Montlhéry         | Robert Benoist Albert Divo | Delage     | Henry Segrave    | Albert Divo      | Résultats |
| 4  | 6 septembre | Grand Prix d'Italie      | Monza             | Gastone Brilli-Peri        | Alfa Romeo | Emilio Materassi | Peter Kreis (en) | Résultats |

(l'Alfa Romeo étant une Alfa Romeo P2)

#### Grands Prix de la saison 1926
| no | Date        | Grand Prix                    | Circuit      | Vainqueur                    | Châssis | Pole position    | Record du tour | Résumé    |
| -- | ----------- | ----------------------------- | ------------ | ---------------------------- | ------- | ---------------- | -------------- | --------- |
| 5  | 31 mai      | 500 miles d'Indianapolis      | Indianapolis | Frank Lockhart               | Miller  | Earl Cooper      | Frank Lockhart | Résultats |
| 6  | 27 juin     | Grand Prix de l'ACF           | Miramas      | Jules Goux                   | Bugatti | Jules Goux       | Jules Goux     | Résultats |
| 7  | 18 juillet  | Grand Prix de Saint-Sébastien | Lasarte      | Jules Goux                   | Bugatti | Jules Goux       | Louis Wagner   | Résultats |
| 8  | 7 août      | Grand Prix du RAC             | Brooklands   | Robert Sénéchal Louis Wagner | Delage  | Albert Divo      | Henry Segrave  | Résultats |
| 9  | 5 septembre | Grand Prix d'Italie           | Monza        | Louis Charavel               | Bugatti | Emilio Materassi | Meo Costantini | Résultats |

(la Bugatti étant une Bugatti Type 39A)

#### Grands Prix de la saison 1927
| no | Date        | Grand Prix               | Circuit      | Vainqueur      | Châssis    | Pole position  | Record du tour | Résumé    |
| -- | ----------- | ------------------------ | ------------ | -------------- | ---------- | -------------- | -------------- | --------- |
| 10 | 30 mai      | 500 miles d'Indianapolis | Indianapolis | George Souders | Duesenberg | Frank Lockhart | Frank Lockhart | Résultats |
| 11 | 3 juillet   | Grand Prix de l'ACF      | Montlhéry    | Robert Benoist | Delage     | George Eyston  | Robert Benoist | Résultats |
| 12 | 31 juillet  | Grand Prix d'Espagne     | Lasarte      | Robert Benoist | Delage     |                | Robert Benoist | Résultats |
| 13 | 4 septembre | Grand Prix d'Italie      | Monza        | Robert Benoist | Delage     |                | Robert Benoist | Résultats |
| 14 | 1er octobre | Grand Prix du RAC        | Brooklands   | Robert Benoist | Delage     | George Eyston  |                | Résultats |

(Robert Benoist pilotant une Delage 155B)

#### Grands Prix de la saison 1928
| no | Date        | Grand Prix               | Circuit      | Vainqueur    | Châssis | Pole position       | Record du tour  | Résumé    |
| -- | ----------- | ------------------------ | ------------ | ------------ | ------- | ------------------- | --------------- | --------- |
| 15 | 30 mai      | 500 miles d'Indianapolis | Indianapolis | Louis Meyer  | Miller  | Leon Duray          | Leon Duray      | Résultats |
| 16 | 9 septembre | Grand Prix d'Italie      | Monza        | Louis Chiron | Bugatti | Baconin Borzacchini | Luigi Arcangeli | Résultats |

Les Grands Prix de l'ACF, d'Allemagne, d'Espagne, de Belgique et de Grande-Bretagne étaient également au programme du championnat. Malheureusement, l'ACF décida de ne pas organiser son Grand Prix cette année-là. La Coupe de la Commission sportive fut organisée à la place. En raison du manque d'intérêt des constructeurs pour le GP d'Allemagne et d'Espagne, la course ne fut pas ouverte aux Formule Grand Prix. En Belgique, une course d'endurance s'est déroulé à la place du Grand Prix. Ces épreuves ne respectant plus le règlement établi par l'AIACR, elles ont donc été invalidé. Le Grand Prix de Grande-Bretagne (initialement GP d'Europe de l'année 1928) fut annulé. Le règlement requérant au moins trois courses dans le championnat, le titre ne fut pas attribué. 

#### Grands Prix de la saison 1929
| no | Date    | Grand Prix          | Circuit   | Vainqueur               | Châssis | Pole position  | Record du tour          | Résumé    |
| -- | ------- | ------------------- | --------- | ----------------------- | ------- | -------------- | ----------------------- | --------- |
| 17 | 30 juin | Grand Prix de l'ACF | Montlhéry | William Grover-Williams | Bugatti | Raoul de Rovin | William Grover-Williams | Résultats |

Les Grands Prix d'Allemagne, d'Espagne, de Belgique, d'Italie et de Grande-Bretagne et les 500 miles d'Indianapolis ne respectant pas le règlement établit par l'AIACR, ces épreuves ont donc été invalidées. Le règlement requérant au moins trois courses dans le championnat, le titre ne fut pas attribué.

#### Grands Prix de la saison 1930
| no | Date       | Grand Prix             | Circuit           | Vainqueur    | Châssis | Pole position | Record du tour | Résumé    |
| -- | ---------- | ---------------------- | ----------------- | ------------ | ------- | ------------- | -------------- | --------- |
| 18 | 20 juillet | Grand Prix de Belgique | Spa-Francorchamps | Louis Chiron | Bugatti | Louis Chiron  | Guy Bouriat    | Résultats |

Les Grands Prix d'Allemagne, d'Espagne, de France, d'Italie et de Grande-Bretagne et les 500 miles d'Indianapolis ne respectant pas le règlement établit par l'AIACR, ces épreuves ont donc été invalidées. Le règlement requérant au moins trois courses dans le championnat, le titre ne fut pas attribué.